# La storia di Olaf
La storia di Olaf (Once Upon a Snowman) è un cortometraggio in animazione digitale del 2020 diretto da Dan Abraham e Trent Correy, prodotto dalla Walt Disney Animation Studios ed è stato pubblicato su Disney+ il 23 ottobre 2020 da 22 novembre 2020. La storia di Olaf fa parte del franchise di Frozen e si svolge durante gli eventi di Frozen - Il regno di ghiaccio (2013). Il corto racconta la storia di quello che è successo ad Olaf subito dopo essere stato creato da Elsa, prima di incontrare Anna, Kristoff e Sven.

## Trama
Mentre Elsa canta All'alba sorgerò, Olaf il pupazzo di neve prende vita. Prima che possa fare qualcosa viene colpito dal mantello che Elsa si era appena levato e rotola giù dal fianco della montagna finché non si schianta contro un albero. Non sapendo chi sia, o perché sia vivo, Olaf decide di trovarsi un'identità. Si imbatte nell’Emporio Querciola Vagabonda e Sauna di Wandering Oaken (Wandering Oaken's Trading Post and Sauna) (dove si può sentire Kristoff cantare Io preferisco le renne dal granaio) e viene schiacciato dalla porta d'ingresso da Anna che esce non notandolo e portando un sacco di carote (che alla fine darà a Kristoff e Sven come pagamento).
Olaf entra nell’Emporio e incontra Oaken. Olaf gli chiede un naso, possibilmente una carota, per la sua faccia, ma Oaken spiega che ha venduto tutte le carote e decide di aiutarlo facendogli provare una varietà di altri oggetti. Uno degli oggetti è un View-Master vecchio stile che presenta immagini dell’"Estate". Olaf rimane attratto dall’oggetto e vuole provarlo prima di usare una salsiccia per il suo naso.
Mentre Olaf se ne va felice con il suo nuovo naso, un branco di lupi appare all'improvviso ed inizia a inseguirlo attraverso la tundra innevata, durante il quale si può sentire Anna e Kristoff litigare tra loro sul concetto di amore. Olaf passa di nuovo inosservato, il che porta i lupi a spostare improvvisamente la loro attenzione su Anna e Kristoff. Olaf continua a scivolare e vede Anna, Kristoff e Sven che fanno un salto attraverso la gola mentre abbandonano la slitta per salvarsi dai lupi. Olaf, arrivato in fondo scivolando, vede una delle carote che sta cadendo, ma viene schiacciata dalla slitta.
Il naso salsiccia di Olaf si rompe, il che lo rattrista. Dopo aver visto uno dei lupi piagnucolare pietosamente al suo naso, Olaf glielo dà, credendo che ne abbia bisogno più di lui. Il lupo lo lecca felice prima di andarsene. Olaf commenta che sembrava un caldo abbraccio, cosa che improvvisamente gli fa ricordare quando Anna ed Elsa da bambine giocavano insieme a lui. Alla fine rendendosi conto di chi è, commenta "Sono Olaf e mi piacciono i caldi abbracci".
Durante i titoli di coda, Olaf incontra Anna, Kristoff e Sven che gli daranno la carota per il suo naso.

## Colonna sonora
Tracce della versione originale
1. Idina Menzel – Let It Go
2. Jonathan Groff – Reindeer(s) Are Better Than People
3. Josh Gad – In Summer
4. Kristen Bell e Idina Menzel – Do You Want to Build a Snowman?

Tracce della versione italiana
1. Serena Autieri – All'alba sorgerò
2. Paolo De Santis – Io preferisco le renne
3. Enrico Brignano – Sognando l'estate
4. Elisa Rinaldi, Lucrezia Cesari e Serena Rossi – Facciamo un pupazzo insieme?